# リリト (小惑星)
リリト (1181 Lilith) は、アルジェリアのアルジェ天文台で、ポーランド出身のフランスの天文学者ヴェニアミン・ジェコフスキーによって発見された小惑星である。仮符号は1927 CQであった。
火星の軌道の外側の小惑星帯に位置する。フランスのクラシック音楽の作曲家リリ・ブーランジェにちなんで命名された。